# Años 440 a. C.
Los años 440 antes de Cristo transcurrieron entre los años 449 a. C. y 440 a. C. 

## Acontecimientos
- 449 a 448 a. C.: Paz de Calias entre Atenas y los persas; los primeros se abstenían de intervenir militarmente en Persia y los segundos reconocían la supremacía ateniense en la Liga de Delos.
- 447 a 446 a. C.: en la Antigua Grecia, Eubea se subleva y es sometida. Atenas pierde control sobre Mégara.
- 447 a 432 a. C.: en Atenas se construye el Partenón.
- 446 a 445 a. C: Atenas y Esparta conciertan la Paz de los Treinta Años entre Atenas y Esparta. Fundación de Nueva Síbaris en la Magna Grecia.
- 445 a. C: Se inician las hostilidades entre las ciudades de Turios y Tarento por la posesión de Siris.
- 440 a 439 a. C.: Samos y Bizancio se sublevan y son sometidas.

## Personas destacadas
- 448 a. C. (10 de mayo, día de luna llena del mes de visakha [abril-mayo]): fecha más probable del nacimiento de Buda, religioso nepalí fundador del budismo (f. 368 a. C.).